# Алабія
Алабія (ісп. Alhabia) — муніципалітет в Іспанії, у складі автономної спільноти Андалусія, у провінції Альмерія. Населення — 708 осіб (2023).
Муніципалітет розташований на відстані близько 390 км на південь від Мадрида, 18 км на північний захід від Альмерії.

## Демографія
Динаміка населення (INE ):